# Engaeus spinicaudatus
Engaeus spinicaudatus là một loài tôm hùm đất trong họ Parastacidae. Chúng là loài đặc hữu của Úc.